# 佐飛通俊
佐飛 通俊（さび みちとし、1960年3月7日 -）は、日本の作家、文芸評論家。

## 略歴
福井県生まれ。中央大学文学部哲学科卒業。
1991年に「静かなるシステム」（『群像』1991年6月号所収）が第34回群像新人文学賞評論部門の優秀作に選ばれる。
2006年に『円環の孤独』で小説家デビュー。スポーツニッポン新聞社勤務。

## 著書
- 『円環の孤独』（講談社ノベルス） 2006
- 『アインシュタイン・ゲーム』（講談社ノベルス） 2006
- 『宴の果て 死は独裁者に』（講談社ノベルス） 2007
- 『カントの憂鬱』（講談社） 2009